# Sévignac
Sévignac é uma comuna francesa na região administrativa da Bretanha, no departamento Côtes-d'Armor. Estende-se por uma área de 43 km². Em 2010 a comuna tinha 1 122 habitantes (densidade: 26,1 hab./km²).